# Fürstengroschen

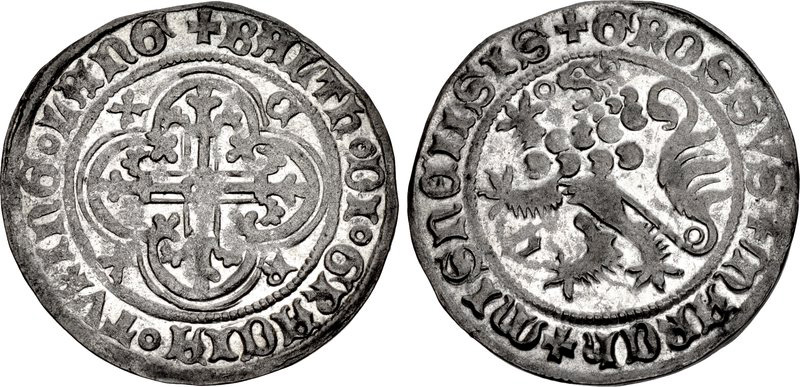
Fürstengroschen Landgraf Balthasars von Thüringen aus der Münzstätte Freiberg (Abkürzung BALTH = Freiberg), Prägezeitraum 1405–1406 (Silber; Durchmesser 28 mm; 2,85 g; Krug Nr. 540/1)

Der Fürstengroschen ist ein spätmittelalterlicher Meißner Groschen der meißnisch-sächsischen Groschenzeit, den ab 1393 Landgraf Balthasar von Thüringen (1349/79–1406) in seiner neu errichteten Münzstätte Sangerhausen und in der Landesmünzstätte Freiberg schlagen ließ. Eine Besonderheit dieser unter Balthasar geprägten Groschen ist, dass ab 1396 an der jeweiligen Abkürzung seines Namens die Münzstätte erkennbar ist. Auf der Rückseite ist das Zeichen „b“ vor dem steigenden Meißner Löwen aufgeprägt, das ein Merkmal für den Fürstengroschen ist. Mit dem Ableben Balthasars im Jahr 1406 wurde die Prägung der Fürstengroschen eingestellt und seine Münzstätte in Sangerhausen geschlossen.

## Münzgeschichte

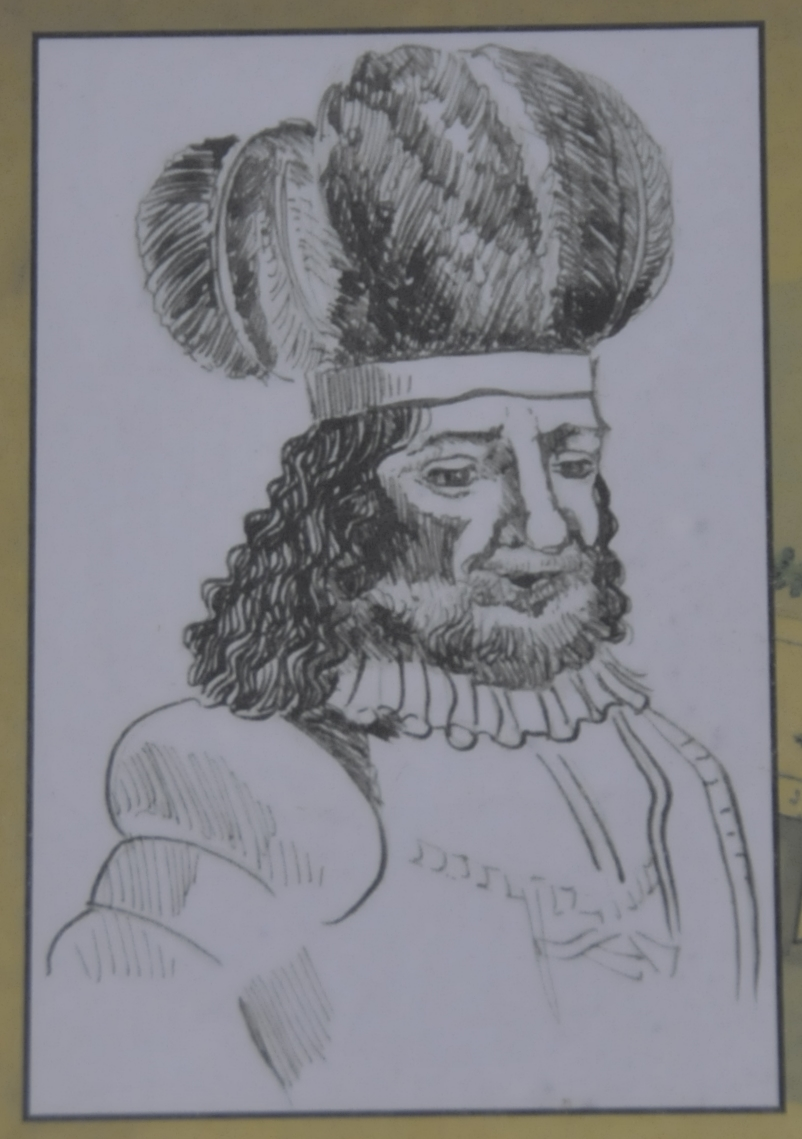
Landgraf Balthasar errichtete die Münzstätte Sangerhausen und ließ dort u. a. Fürstengroschen prägen. Seine Münzstätte war die erste, die außerhalb der Landesmünze Freiberg Groschengeld prägte.

Landgraf Balthasar ließ im Jahr 1391 die Münzstätte Sangerhausen errichten. Er beauftragte in jenem Jahr seinen Freiberger Münzmeister Nyckel von Meideburg damit, in Sangerhausen Groschenmünzen nach gleichem Schrot und Korn wie in Freiberg zu schlagen. Die Meißner Groschen der neuen Münzstätte waren die ersten, die außerhalb der Landesmünzstätte Freiberg geprägt wurden. Sie war für die Zahlungsverpflichtungen im Harzer Silberbergbau errichtet worden. Balthasars Münzmeister sowie der Graf von Stolberg, die Silbergruben und Schmelzhütten angelegt hatten, wurden verpflichtet, das Hüttensilber in die neue Münze zu liefern.
Die Sangerhausener Groschen mussten sich von den in der Landesmünzstätte Freiberg geprägten unterscheiden. Sie hatten deshalb zunächst kurzzeitig das Zeichen „s“ für Sangerhausen. Im Jahr 1393 schloss Balthasar mit seinem Neffen Markgraf Friedrich IV. dem Streitbaren von Meißen ein neues Münzabkommen. Bei der Münzeinigung zwischen den beiden Wettinern wurde festgelegt, dass Balthasar das Zeichen „b“ auf seine Groschen vor dem steigenden Löwen setzt, während Friedrich das Zeichen „f“ verwendet. Die Bezeichnung „Fürstengroschen“ trifft jedoch nur auf Balthasars Groschen zu.
Ein weiteres Merkmal der Fürstengroschen aus Sangerhausen ist der seit 1396 mit BALThA abgekürzte Name Balthasars. Auf den Freiberger Groschen ist sein Name mit BALTh abgekürzt. Das ungewöhnliche Unterscheidungsmerkmal der Münzstätten wurde bis zu seinem Tod im Jahr 1406 beibehalten.
Bei der Einführung des Fürstengroschens im März 1393 wurde er als „halbfeiner Groschen“ bezeichnet. Sein Wert betrug:
- 1 Fürstengroschen = 8 thüringische Hohlpfennige
- 232⁄5 Fürstengroschen = 1 Rheinischer Gulden

Ab 1396 wurde mit stark vermindertem Silbergehalt geprägt. Die rohen Schrötlinge („swarcze platen“) wurden vor dem Prägen in Weinstein gesotten und dadurch an der Oberfläche mit Silber angereichert. Trotz höherem Kupfergehalt wurde so ein schönes silbernes Aussehen erzielt. Balthasar und sein Bruder Wilhelm der Einäugige (1349/79–1407) verschlechterten ihre Münzen gemeinsam. Sie benötigten dringend eine zusätzliche Geldquelle, um ihren erheblichen finanziellen Verpflichtungen nachkommen zu können. Im Jahr 1406 hatte die Münzverschlechterung ihren Höhepunkt erreicht: 53 Groschen ergaben nun einen rheinischen Gulden. Markgraf Friedrich der Streitbare distanzierte sich grundsätzlich von den finanzpolitischen Unternehmen seiner beiden Onkel und stellte seine Groschenmünzung 1395 ein. Erst ab dem Jahr 1405 ließ er wieder Groschengeld in Form von hochwertigen Schildgroschen prägen.
Mit dem Tod von Landgraf Balthasar am 18. Mai 1406 endete die Prägung der Fürstengroschen.

## Münzbeschreibung

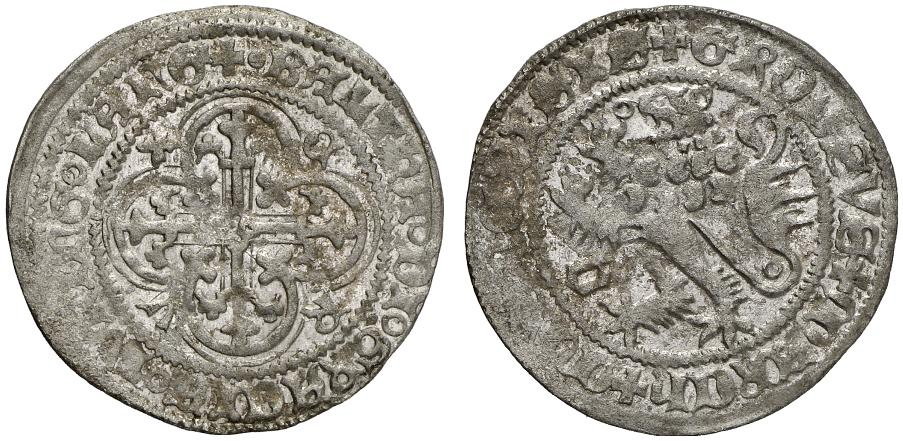
Fürstengroschen Landgraf Balthasars von Thüringen aus der Münzstätte Sangerhausen (Abkürzung BALThA = Sangerhausen), Prägezeitraum 1405–1406 (Silber; Durchmesser 28 mm; 2,85 g; Krug Nr. 572/1)

Der hier abgebildete Fürstengroschen des Landgrafen Balthasars stammt aus seiner Münzstätte Sangerhausen und wurde im Zeitraum 1405–1406 geprägt. Die Groschen dieses Zeitraums sind mit stark herabgesetzten Silbergehalt von den Münzmeistern Andreas Müller und Sohn Claus geprägt worden. Die Verschlechterung der Groschen dieses Zeitraums wurde durch Sieden in Weinstein kaschiert.
Der Fürstengroschen Balthasars aus der Münzstätte Freiberg (siehe das Bild oben) ist mit dem aus Sangerhausen nahezu gleich. Die Münzstätte zeigt sich im Namenskürzel des Münzherrn. Die Abkürzung des Namens von Balthasar ist bei den Freiberger Groschen BALTh, nicht BALThA.

### Vorderseite
Die Vorderseite zeigt das Lilienkreuz im Vierpass. In dessen äußeren Winkeln stehen wie bei allen Meißner Groschen die Buchstaben des Wortes CRVX (= Kreuz). Die Verteilung der Buchstaben ist hier XC/VR. Der Beginn des Wortes befindet sich unter dem abgekürzten Namen von Balthasar. (Bei jedem Regierungswechsel in der wettinischen Stammlinie Meißen ist die Verteilung des Wortes CRVX abwechselnd um ein Feld vor- oder zurückverlegt.) Die Bedeutung der Anordnung der CRVX-Buchstaben und andere Zeichen sollten dem Volk verborgen bleiben. Sie waren für die staatlichen Geldwechsler und die Münzbeamten bestimmt. Der mit BALThA abgekürzte Name weist auf die Münzstätte Sangerhausen hin.
- Umschrift: + • BALThA • DI • GRACIA • TVRING • LANG
  - Ausgeschrieben: Balthasar, dei gratia Thuringiae landgravius.[15]
  - Übersetzung: Balthasar, von Gottes Gnaden Landgraf von Thüringen.[16]

### Rückseite
Die Rückseite zeigt den Fürstengroschen mit dem Zeichen „b“ vor dem nach links steigenden Löwen und das Beizeichen „Ringel“ vor und hinter dessen Kopf und in der unteren Schwanzkrümmung. In der Legende wurde eine Kreuzinterpunktion verwendet.
- Umschrift: + GROSSVS + MARCh(ionis) + MISNENSIS[17]
  - Übersetzung: Groschen des Markgrafen von Meißen.[18]

Anmerkung: Fürstengroschen nannte man mitunter auch die Guten Groschen. Sie galten seit Ende des 16. Jahrhunderts 1⁄24 Reichstaler. Auch die nach den Bestimmungen des niedersächsischen Münzvereins von 1555 geprägten Groschen wurden gelegentlich als Fürstengroschen bezeichnet.